# Discobola haetara
Discobola haetara là một loài ruồi trong họ Limoniidae. Chúng phân bố ở miền Australasia.